# Amanda Vanstone
Amanda Eloise Vanstone, nata O'Brien (Adelaide, 7 dicembre 1952), è una ex politica australiana ed ex ambasciatrice in Italia.
Fu una senatrice liberale per l'Australia meridionale dal 1984 al 2007, e ha presieduto a diversi ministeri con portafoglio del Governo Howard. Dopo le sue dimissioni dal Senato nel 2007, è stata ambasciatrice australiana fino al luglio 2010.
Durante il suo periodo al ministero per l'immigrazione vi furono controversie nel dipartimento di Immigrazione e multiculturale e degli affari interni.

## Biografia

### Carriera politica
Nel dicembre 1984, all'età di 31 anni, la Vanstone fu eletta come il più giovane membro del senato australiano come rappresentante dell'Australia Meridionale.
Fu una dei 27 senatori eletti quell'anno nel partito liberale.
Nel marzo 1996 diventa ministro del lavoro, dell'educazione e dei giovani, una delle due sole donne (con Jocelyn Newman) che fanno parte del Governo Howard.

#### Il caso Madafferi
Fu criticata per aver ribaltato un ordine di deportazione e garantendo un visto nel 2005 a Francesco Madafferi, che sarebbe stato implicato, secondo le forze dell'ordine italiane come un mafioso.
Difatti, è un membro appartenente alla 'ndrangheta.
Francesco e suo fratello Antonio, lavorano al mercato ortofrutticolo di Melbourne, ma sono accusati dalla Polizia dello stato di Vittoria come appartenente a una famiglia del crimine organizzato coinvolti in omicidio ed estorsioni.
Il rapporto è stato messo a verbale nel 2000 in un'udienza durante la battaglia di Francesco contro la deportazione, ma è stato successivamente respinto da un giudice amministrativo del tribunale d'appello  come contenente le informazioni da informatori della polizia senza nome e forse inaffidabili.
Vanstone giustifica la sua decisione di garantire a Madafferi un visto perché pare soffrisse di una malattia mentale.
L'accusa è che i parenti e gli affiliati di Madafferi donassero fino a 100.000$ al partito liberale, e quattro politici liberali discutono del caso visto nell'ufficio della Vanstone.
Nell'agosto 2008 Madafferi è stato arrestato e accusato, insieme ad altri diversi presunti boss (tra cui Pasquale "Pat" Barbaro), dopo che la Polizia federale australiana sequestra il più grande carico di ecstasy dal valore di 440 milioni di dollari proveniente da Napoli e diretto a Melbourne.
Il 26 aprile 2007 abbandona il mondo della politica.
Dal 2012 fa la presentatrice in un programma radio nazionale della ABC.